# Heinz Hartmann
Pour les articles homonymes, voir Hartmann.
Heinz Hartmann est un psychiatre et un psychanalyste né à Vienne en Autriche le 4 novembre 1894 et mort à Stony Point, comté de Rockland (New York) le 17 mai 1970. Il est considéré comme le fondateur et l'un des principaux représentants de l'Ego-psychology.

## Biographie
Heinz Hartmann est issu d'une famille dont plusieurs membres sont connus en tant qu'écrivains ou universitaires. L'un de ses grands-pères est universitaire et parlementaire, l'autre est médecin et professeur. Son père est professeur d'histoire et sa mère, Grete Chrobak est une sculptrice et une pianiste reconnue.
Après ses études secondaires réalisées en partie avec un précepteur privé, il entre à l'université de Vienne où il obtient un diplôme de médecin et une spécialisation en psychiatrie. Il s'intéresse à la psychanalyse et copublie une étude intitulée Des parapraxies dans la psychose de Korsakov qui recourt aux théories freudiennes. 
La mort de Karl Abraham rend impossible la cure didactique qu'il envisageait de réaliser avec lui. Il entreprend alors une première analyse avec Sándor Radó. Il publie en 1927 un ouvrage intitulé Les fondements de la psychanalyse et de nombreuses études sur les psychoses, les névroses, les jumeaux, etc. Il participe également à un manuel de psychologie médicale.
Le psychiatre Adolf Meyer lui propose un poste de professeur titulaire au Johns Hopkins Hospital, à Baltimore mais Sigmund Freud lui offre de l'analyser gratuitement s'il reste à Vienne. Il choisit de rester à Vienne et rejoint la Société psychanalytique de Vienne, en entreprenant une analyse avec Freud. Il est distingué comme un élément brillant parmi les analystes de la deuxième génération à laquelle appartiennent également Anna Freud, Willi Hoffer, Ernst Kris, Felix Deutsch et Hélène Deutsch et, en 1937, il présente à la  Société de psychanalyse une étude sur la psychologie du Moi, qu'il augmenta plus tard pour son ouvrage sous le titre La psychologie du Moi et le problème de l'adaptation. C'est cet ouvrage qui marque le développement de ce courant théorique connu sous le nom d'Ego-psychology.
Il se marie avec Dorothea "Dora", née Karplus (1902-1974), pédiatre et psychanalyste, et ils ont deux fils, Ernest Hartmann et Lawrence Hartmann.
En 1938 les Hartmann, confrontés aux menaces nazies, s'exilent, en France puis en Suisse, et enfin à New York, en 1941, où Heinz Hartmann devient rapidement analyste didacticien de la New York Psychoanalytic Society et responsable de la clinique psychanalytique. Il y est rejoint par Ernst Kris et Rudolph Loewenstein avec lesquels il écrit plusieurs contributions.
En 1945, il crée une revue annuelle The Psychoanalytic Study of the Child avec Ernst Kris et Anna Freud.
Il effectue trois mandats de président de l'Association psychanalytique internationale (1953, 1955 et 1957), puis reçoit le titre de président d'honneur à vie.

Les restes de Hartmann ont été enterrés dans le cimetière de l'église de montagne de Fex-Crasta, datant du XVe siècle, dans le Fextal, qui appartient à la commune de Sils im Engadin/Segl dans le canton suisse des Grisons. Son épouse Dora a également trouvé sa dernière demeure à ses côtés. La pierre tombale porte une citation du roman « Ainsi parlait Zarathoustra » du philosophe allemand Friedrich Nietzsche, qui a passé quelques étés dans la ville voisine de Sils dans les années 1880 :
« Weh spricht vergeh / Doch alle Lust will Ewigkeit / Will tiefe, tiefe Ewigkeit »

[« Le malheur dit de s'en aller / Mais tout plaisir veut l'éternité / Veut une éternité profonde, profonde »]

### Publications
- La psychologie du Moi et le problème de l'adaptation [1939], PUF, Paris, 1968
- Psychanalyse et valeurs morales [1960], Toulouse, Privat, 1975, coll. « Bibliothèque de psychologie clinique »,  (ISBN 978-2-7089-2810-7).
- Essays on Ego Psychology, New York, University Press, 1964